# Rectoria de Santa Eulàlia de Riuprimer
La Rectoria de Santa Eulàlia de Riuprimer és una obra de Santa Eulàlia de Riuprimer (Osona) inclosa a l'Inventari del Patrimoni Arquitectònic de Catalunya.

## Descripció
Edifici civil. Rectoria de planta rectangular coberta a dues vessants amb la façana orientada a ponent. Hi ha dos trams constructius, un a la part del portal i l'altra lateral. La casa està construïda aprofitant el desnivell del terreny i a la part de migdia s'hi obre un altre portal, que coincideix amb el primer pis.
És construïda amb pedra i morter llevat alguns sectors refets modernament, en els quals hi ha afegitons de totxo.
L'estat de conservació és bo.
Està situada a la part de migdia de l'església.

## Història
El casal rectoral, unit a la història de la parròquia, segons indica la llinda de l'antic portal de ponent, fou reformat al segle xvii, moment en què Sants eulàlia tenia només vint famílies i fins al segle següent no es doblà.
El casal rectoral fou reformat ensems que l'església en dades un xic anteriors, ja que aquesta, segons el portal, ho fou al 1665 i el portal de la sagristia data de 1672-
El rector que hi havia aleshores era mossèn Pere Joan Estevanell.
S'hi llegeix la inscripció: LO Dor PERE	+ JOAN ESTEVANELL / Ror DE Sta 16 IHS 65 EULARIA.